# ドラえもん (1973年のテレビアニメ)
- 藤子不二雄（連載） > 藤本弘（著作） > ドラえもん > アニメ > 1973年放送シリーズ
- 藤子不二雄 > アニメ > ドラえもん > 1973年放送シリーズ

『ドラえもん』は、藤子不二雄の藤本弘による日本の漫画。本項では漫画『ドラえもん』を原作としたアニメシリーズのうち、1973年に日本テレビ系列にて放送されたアニメシリーズについて述べる。
本シリーズは漫画『ドラえもん』初の映像化作品。1973年4月1日から9月30日まで放送された。日本テレビ・日本テレビ動画制作。全52話、全26回。本シリーズをウィキペディアではドラえもんアニメ「第1作」と呼ぶ。

## 概要

### 企画から放映まで
本作の企画は日本テレビ動画社長の新倉雅美（別名・渡辺清。以下「新倉」）によって立ち上げられたと推測されている。なお、新倉は当初、硬派任侠物の『少年次郎長三国志』のアニメ化を切望したが、企画が頓挫。つなぎ番組として本作が放映されることになった経緯がある。
一方、当時『小学二年生』編集長だった小学館の井川浩は、新潟のアニメ制作会社が制作するテレビアニメの原作を推薦するよう日本テレビのプロデューサーから頼まれて人気の高かった『ドラえもん』と『かあさん星』（谷ゆき子作）を推薦したと語っているほか、日本テレビプロデューサーだった川口晴年は、チーフプロデューサーの藤井賢祐が企画を提出した後に、読売新聞から派遣された専務が会議で日本テレビ動画で制作することを有無を言わさない形で決めたと語っている。
これに関して制作担当の真佐美ジュン（本名・下崎闊。以下一部除き「真佐美」）は、日本テレビ動画が本作の放送枠を取る時に「周りの反感を買うようなやり方をした」ことや前身の東京テレビ動画時代に新倉が日本テレビプロデューサーの藤井賢祐と金銭的な不祥事を起こしていたことなどから「日本テレビの心ある人は信用してなかったみたい。だから会社がそのようになった時の反応は早かったですね」と同人誌のインタビューで語っている。また日本テレビ動画の元関係者は、日曜ゴールデンタイム枠に本作を入れるのに「本来は別の番組で決まっていたのを、無理やりねじ込んだ」という噂を聞いたことがあると語っている。
本作の制作進行やスケジュール管理など実務全般を取り仕切った制作主任の真佐美（本作では本名の「下崎闊」名義で参加）は、1972年に手塚プロダクションを退社後、日本テレビ動画のグロス請けを担当していたスタジオTAKEでテレビアニメ『モンシェリCoCo』を手伝った縁から日本テレビ動画の佐々木一雄プロデューサーと知り合った。真佐美によると日本テレビ動画では『モンシェリCoCo』の後作品として企画のひとつに『ドラえもん』があり、1972年7月以前には『ドラえもん』の企画が既に存在していたという。
『ドラえもん』に企画が絞られた頃、真佐美は中野サンプラザ近くの高級焼肉店で、佐々木から本作の制作担当を依頼された。この時、初めて原作漫画を読んだ真佐美は、本作が子供たちに夢を与える内容であると感じ、アニメの世界に入ってから常に「子供に夢のある作品を」と思い続けていたことから、「今後このスタジオから、将来のアニメ界を背負っていくような人材を育てていこう」と将来の夢を佐々木と語り合い、快く協力することを約束。1972年11月に日本テレビ動画へ入社した。
真佐美が演出を担当したパイロットフィルムのメインとなるヘリトンボで空を飛べるという、夢のシーンの紹介では、作画スタッフらも童心に返って一生懸命昼夜を問わず作り上げたシーンだったと回想する。なお、局側の都合で放送3ヶ月前に企画が急遽決定したため、真佐美は予定より早くパイロットフィルムを作り上げ、完成後にはスタジオ近くの幼稚園で試写を行うなどして子供達の反応も事前に確かめていたという。
なお、真佐美は「当時『ドラえもん』をテレビアニメ化するのは相当な冒険であって、今でこそ国民的な漫画となっているが、当時はまだ原作漫画の単行本も出ておらず、子供でも『ドラえもん』を読んでいたのは小学館の学年誌を買ってもらってる一部の子供だけであり、他の（大手週刊少年）漫画雑誌連載のテレビアニメ化とはわけが違った」と述べている。また藤子不二雄FCネオ・ユートピア編集部の武藤晃も「この頃の『ドラえもん』の立場を表すなら『藤子不二雄ランド』が刊行される前の『バウバウ大臣』みたいなもので、先輩の『オバQ』『パーマン』『怪物くん』などと比べても明らかにマイナーな存在であることは否めなかった」「常識で考えればそのような作品をアニメ化するのは異例とも言えるが、その少し前に放映されていた『新オバケのQ太郎』のヒットの影響も大きかったのかもしれない。勿論『新オバQ』がヒットしたからといって、同じ作者の別の作品が簡単にアニメ化される程この業界は甘くはないだろうから、社長の新倉雅美さん達の先見の明とその後の努力が実を結んだのであろう」と推察している。
メインスタッフには旧虫プロダクション出身のメンバーが集い、アニメ制作は日本テレビ動画の東京および新潟スタジオと、いくつかのグロス請けスタジオがローテーションを組んでスタートした。グロス請け先は、スタジオジョーク、スタジオ古留美、アド5、トップクラフトなどのローテーションが当初予定されていたが、放送開始前後にスタッフの変更もあったようで、確定とは行かなかった模様である。なお、真佐美が個人的にラッシュフィルムを保管している第21回Bパート「お天気ボックスの巻」は、後に第2作以降の制作を請け負うことになるシンエイ動画の前身であるAプロダクションに外注されていたことが近年判明している。
チーフディレクターは後にスタジオぴえろを創設する上梨満雄であった。上梨を選んだ真佐美は、その理由として「人柄も他人の面倒見も良く、穏やかだが一つ作品に入り込むと妥協を許さない」と述べており、日本テレビ動画で若手を育てようと将来の夢を語ってチーフディレクターに迎え入れたという。また真佐美は「一人の演出家が全体の流れを統一したほうが原作者の意向を反映出来るため。そして全体を任せられて、若手で力のある演出家を選びたかったから」とも語っている。しかし実際には原作者からの注文や要望はほとんどなかったとされ、上梨も最後まで原作者と会うことはなかった。
当初、ドラえもんの声は富田耕生が担当した。現在放送中のアニメ第2作とはイメージが異なるが、当時のスタッフは、ドラえもんというキャラクターに「世話好きなおじさん」というイメージを抱いていたことから、動物役なども多く演じていた富田に初めから配役するよう決めていたという。
アニメ第2作以降と比較して、色指定のコントラストは穏やかだった。これは、1973年当時のアニメの多くが一度35mmネガフィルムで撮影し、その後、16mmポジフィルムに転写してテレシネスコープで放映するという物だったのに対し、本作は直接16mmフィルムで撮影していたことにも起因する。なお、キャラクターの声を担当した野沢雅子や肝付兼太は後に本作をモノクロ作品だと述懐しているが、実際にはカラー作品である。
1973年4月1日、事前に制作されていたパイロットフィルムを流用し再構成した「出た!ドラえもんの巻」を第1話として放映が開始された。

### 放映開始後
本作は日曜の夜7時からの30分番組というゴールデンタイムでの放送だったが、小学生向けの漫画を原作として製作された本作は、対象とする年齢が低かったこともあり、強力な裏番組に押され、当初は視聴率で苦戦したとされる。また半年間という当時としては比較的短期間の放送だったため、「不人気で打ち切り」という噂が一般化していたが、実際には元々2クールの放送契約で、ある程度の視聴率が確保出来たらその後も継続するという契約だった。なお、この時間帯はそれまで日本テレビが視聴率で歴代苦戦を強いられてきた枠でもあり、局側としては「5%も行けばいい方」と視聴率に関しては比較的寛容な姿勢を取っていたという。
その後、1クール終了の間際に制作会議が招集され、日本テレビ側は視聴率が10%を超えれば放送を継続するとした。また『小学五年生』『小学六年生』での連載が4月号から開始されたこともあり、番組の対象年齢の引き上げと「世話好きなおじさん」然としたドラえもんの年齢イメージを下げることを目的に、ドラえもんの声を担当していた富田を降板させ、野沢雅子に交代するなどのテコ入れを図った。放送2クール目に入ると、原作では数回しか登場しなかったアヒル型ロボット「ガチャ子」をレギュラー入りさせるなどスラップスティック要素も強調したという。
なお、幼年誌や低学年誌に掲載された原作漫画は短いページ数でまとめられていてストーリー性が薄く、アニメ化すると尺が余ってしまうため、原作を元にしつつアニメオリジナルの要素を随所に入れていき、放送後半にはテレビアニメのオリジナル要素がかなり増えたという。また当時は原作漫画の連載が開始されてからまだ3年程度で、原作のストックも少なくすぐに使い切ってしまい、放送が継続されていたとしたらオリジナルストーリー主体になっていただろうと真佐美ジュンは述べている。なお、原作不足のためテレビ用に書き起こしたオリジナル設定は原作者の承諾済みであり、真佐美としては「原作を外れた内容を作ったという意識はない」としている。また当時の制作スタッフは音声まで入った完成フィルムを惜しげもなく全面リテイクするなど、クオリティの向上には常に真摯に取り組んでいたという。
これらのテコ入れの甲斐もあり、徐々に視聴率も上がっていたと真佐美は述べている。また収益自体も黒字で、スタッフらは8月初旬に千葉県房総半島にある日本テレビの保養所に招かれて豪華な接待を受け、実際に3クール目に延長する予定もあったという。
「後半上昇した」とされていた視聴率について、安藤健二が初回放映時の関東地区におけるビデオリサーチのデータを調査した結果では、序盤の第1回、6回、8回で10%近い数値を記録した後、第11回から16回までが5 - 6%前後と低迷、その後第20回前後に上昇に転じるものの序盤の水準に届いた程度で、25回までは再び下落し、最終回で少し上がったものの、全26回で最高が9.1%と一度も10%を超えることはなく、平均が6.6%であった。主演声優が交代した前半と後半を比較すると、前半の平均7.2%に対して後半は6.6%と従来の説とは反対に後半の方が低く、安藤は声優交代が「裏目に出たようだ」と評している。

### 突然の中断
2クール終了間際の1973年8月中旬、日本テレビ動画の実質的経営者（社長と自称）だった新倉が突然失踪した。真佐美によると、新倉が失踪する前後の8月初旬と9月初旬に日本テレビのプロデューサーから「日本テレビ動画が解散するという話が下請けから出ている。それが本当なら下請け側は死活問題なので、入金の保証があるまで納品しないという状況になっている。その話は本当か？」と聞かれ、真佐美は否定したが「絶対に放送に穴はあけないでくれ」と釘を刺されたという。また真佐美は入金を心配する下請け側に対しても「もし何かあったら責任を取って私はこの業界から足を洗う。私の顔を立ててくれないか？」と説得しに回ったという。
その後、経営を引き継いだ同社の会長（登記上の代表取締役だった、NST新潟総合テレビ役員の稲庭左武郎を指すとみられる）はアニメ会社の経営に無関心な人物で、「もう止めよう」の一言で会社は解散となった。
解散について真佐美は、新倉が前身の東京テレビ動画時代に社運をかけて製作した劇場用作品『ヤスジのポルノラマ やっちまえ!!』で出した大赤字を本作で得た収益で補填できたことに加え、「その前にいろんなことをやられて懲りた稲庭が、新倉の失踪を機に少しでも赤字が埋まったところで解散した」と述べている。一方、美術監督の川本征平は新倉の失踪の理由を「次回作が決まらずに資金ショートしたからではないか」と安藤健二の取材に答えている。
会社の解散という混乱の中、同年9月30日放送の「さようならドラえもんの巻」を2週間で作り上げ最終話とし、半年で終了となった。最終回は自転車が漕げなかったのび太が泣きながら自転車を漕ぐ練習をする姿を、未来の世界に帰ったドラえもんがタイムテレビで見守るところで物語が終わる。最終回ラストのエンドカードはあえて「次回もお楽しみに」として終了させており、これは制作主任の真佐美による演出だった。これを疑問に思った制作進行（担当制作）の木沢富士夫に、真佐美は「こんな形で日本テレビ動画のドラえもんは終わってしまったがスタッフのみんなは、まだ続けたかった。もう一度日本テレビ動画で同じスタッフと一緒に『ドラえもん』の続編を製作したい思いを込め“次回をおたのしみ“にしたんだ」と意図を明かしている。また番組最後の「おわり」のエンドカードでドラえもんの丸い手から黄色い小鳥が飛び立っていくシーンがあり、これにも続編製作の希望として「再会」の意味が込められているという。
最終回が放送された9月30日、ブラウン管に映る『ドラえもん』が描かれたスタジオには既に人影はいなかった。その後、残された旧作スタッフは債権処理などに追われ、ついに日本テレビ動画が再建されることはなかった。しかし、6年後に他局他社ではあるものの現在のテレビ朝日版によって「続編」は実現し、テレビ朝日版の第1話は「未来の国からはるばると」という原作第1話のエピソードではなく、通常のエピソードの1本である「ゆめの町ノビタランド」とした。ただし、シンエイ動画版の企画書を書いた高畑勲はその中で「ドラエモン〔ママ〕は何者か、どこから来たか、のび太とどういう関係なのか、をはじめからわからせるために、特別な第1話を指定することはしない。」と記しており、特に第1作の存在を意識してこのようなスタイルを取ったわけではないとしている。

### 放映終了後
残された日本テレビ動画のスタッフらは、グロス請け先の支払い金を充てるために会社の備品など売れるものは全て売り払い、社屋引き払いのため本作に関する資料のほとんどを止むを得ず廃棄処分したという。しかし、実際には、川本征平のように全く支払われなかった外注スタッフもおり、川本は日本テレビのプロデューサーから「制作費は既に日本テレビ動画に支払っているから、これ以上は払えない」と言われたという。また、川本によると、自らが社長を務めたアトリエロークと、同じく背景美術を手掛けたスタジオじゃっくには発注元である日本テレビ動画から支払われる最終2話分のギャラが未だに支払われていない。この件に関して「私の後任のプロデューサーは局と外注スタッフとの板ばさみになって非常に苦労された」という企画当初のプロデューサーである川口晴年の証言も存在する。
真佐美は最終回が放映された9月30日の夜、日本テレビ動画の解散に伴う社屋引き払いのためセル画や絵コンテなどの制作資料を、浦和市（現・さいたま市）内の荒川河川敷で止むを得ず焼却処分したと証言している（本編フィルムは焼却していない）。このような理由から、結果的に本作の資料は当時のスタッフが個人的に所有している一部のものを除いて、ほぼ現存しないとみられている。
様々な想いを馳せたライトバン一杯に詰まったセル画、せりふ台本、絵コンテ、カット表、シナリオ原本、色見本、色指定キャラクター集、現金出納帳が目の前で燃えていったことを、真佐美は「わが子を荼毘に付す気持ちでした」と、当時の心境を回想している。放送終了後も藤本は後述する作品内容への評価とは別に、個々のスタッフの姿勢に対しては好意的であり、真佐美が放送終了後に藤子本人に会いに行った際には「是非またやろうよ」と言って握手してもらったと述べている。
日本テレビ動画解散後、元スタッフらは田無市西原のアパートに日本テレビ動画の労働組合を作り、失業保険を受け取りながら管財人との交渉の拠点としていた。その後、元スタッフらは就職先が決まったり、仕事を廃業して田舎に帰ったりしていたので、日本テレビ動画の労働組合は1975年3月に活動を終結した。
本作のフィルムは放送終了後も日本テレビで7年間管理され、その間は地方局へ貸し出されることもあった。再放送は、日本テレビ平日朝の再放送枠『おーい!まんがだヨー』（関東ローカル）で1974年・1975年に行われたのをはじめ、テレビ朝日系でアニメ第2作が開始される1979年までの5年余りの間に、複数の局で比較的多く行われていた。
フィルムは日本テレビでの管理期間終了後、散逸して行方不明になっていたと思われていたが、安藤健二の調査により、本作の現像を担当した東洋現像所（現：IMAGICA Lab.）が1995年に横浜工場を閉鎖する際の在庫整理で、最終話を含む後半16話分のネガフィルムを発見し、同社が委託している東京湾岸の倉庫に保管されていることが判明した（現存状況については後述）。
編成上、日曜夜7時枠は日本テレビ制作枠から読売テレビ制作枠に切り替えられ、元々月曜夜7時半に放送されていた「全日本歌謡選手権」が移動、空いた月曜夜7時半枠は一旦日本テレビ制作枠に変更し、木曜夜7時半に放送していた『ほんものは誰だ!』が移動した。木曜夜7時半枠は夜8時に放送していた「木曜スペシャル」を枠拡大するように変更された。
なお日曜夜7時枠でアニメが放送されたのは、1968年4月7日から1969年9月まで放送された『ディズニーランド』以来だが、『ディズニーランド』は「海外作品」「1時間番組」「実写と併用」であったため、「国産」「30分作品」「オールアニメ」は『ドラえもん』が開局以来初めてであった。その後、同枠では1989年に『シティーハンター3』、1991年に『シティーハンター'91』がそれぞれ放送されるが、いずれもよみうりテレビ制作作品であるため、日本テレビ制作作品は『ドラえもん』が唯一となった。
本作の放送終了後、日本テレビ制作の単発アニメ『T・Pぼん』が1989年に放送されるまでの間、日本テレビ系列で新作の藤子アニメが放送されることはなかった（読売テレビなど系列局制作分でも皆無だった）。

### 旧から新へ
本作の声優を担当した声優の一部は、シンエイ版にも続投して主要人物を演じており、太田淑子はのび太からセワシ、小原乃梨子はのび太のママからのび太、肝付兼太はジャイアンからスネ夫を演じている。また我成先生（のび太のクラス担任）、スネ夫の父を担当した加藤治は同じく先生は一時期、スネ夫の父は2005年に声優陣が一新されるまで担当していた（途中、代役あり）。
劇場版では、富田耕生は『ドラえもん のび太の海底鬼岩城』でポセイドン、『ドラえもん のび太の南海大冒険』でドクタークロン、『ザ☆ドラえもんズ おかしなお菓子なオカシナナ?』でサト国王を演じているほか、野沢雅子は『ドラえもん のび太の宇宙漂流記』でログを、『ドラえもん のび太とロボット王国』でクルリンパを、『ドラえもん のび太と奇跡の島 〜アニマル アドベンチャー〜』で少年のび助を演じた。
野沢は1983年の（シンエイ版）実写アニメ合成の特別番組『ドラえもん・ヨーロッパ鉄道の旅』で、しゃべるひみつ道具キャラクター「なんでもナレーター」の声として登場している。また、野沢はシンエイ版のテーマ曲「ドラえもんのうた」「ドラえもん音頭」のキングレコード版カバー音源にてドラえもんの声を担当した（初出は1980年発売の2枚組オムニバスLP『最新アニメ主題歌ベスト28』K13A-71/2である）。
本作でセワシを演じた山本圭子はシンエイ版ではTV版ではトラえもんを演じ、劇場版では『ドラミちゃん アララ・少年山賊団!』でアララを演じた。
また後にシンエイ版でレギュラー出演した野村道子（しずか）、田中亮一（先生）、兼本新吾（神成）や劇場版のゲストキャラを演じたキートン山田（『ドラえもん のび太とアニマル惑星』のチッポの父）や神谷明（『ザ☆ドラえもんズ 怪盗ドラパン謎の挑戦状!』のドラパン）もゲスト出演している。

## 「封印」の状況とメディアでの扱い
2024年の段階で、再放送・DVD化・ネット配信はなく、テレビ番組などでまれに紹介される機会があっても、本作に関する説明がなされたこともほとんどない（雑誌やムック本などのドラえもんや藤子アニメの年表にも本作のことが掲載されていないケースが多い）。その理由と経緯については、安藤健二の著書『封印作品の憂鬱』（洋泉社、2008年）において、小学館関係者などの証言が詳しく述べられている。
原作者の藤本弘は本作の内容に否定的であった。
「一度目のアニメが失敗だったため、二度目は不安でした」と二作目と対比させる形で本作に言及している。
その他にも、後述の富山テレビでの再放映を知った際の反応に加えて、第三者による証言として

- 新旧両方の『ドラえもん』に関与した美術監督の川本征平は「以前やったことは非常に悔いが残る」といったことは言われた[27]。
- 安藤健二の照会に対して藤子プロ代表取締役（当時）は「『本来のドラえもんの持ち味を出していない作品であり、作品のイメージとはかけ離れたものであった。海外の輸出用として制作されたアニメーションのようで、作者として気に入った作品ではなかった』と申しておりました」と文書で回答した[28]。
- シンエイ動画元社長の楠部三吉郎は、再アニメ化の許諾を得た頃に「『ドラえもん』だけは（引用者注：『オバケのQ太郎』や『パーマン』と違って）出戻りなんです。さんざんな仕打ちを受けて戻って来た、かわいそうな娘です」と言われた[29]。大山のぶ代も本作の再アニメ化に対し「嫁に出し傷ついて帰って来た娘を再び世に出すのは嫌だ」と、難色を示す発言を藤本から聞いたと夫の砂川啓介が記している[30]。
- えびはら武司は、放送終了後に藤子Fが「この件についてはいっさい語りたくない」と漏らしていたと証言している[31]。

といったものがある。このアニメ化は、前記のように日本テレビのプロデューサーからの小学館への申し入れによって決まったとされ、当初藤本は日本テレビから寄せられた依頼に応じて舞台となる街や野比家の設定に使う絵を制作会社に送ったりしたが、それに対する反応がまったくなかったと前記の井川浩は述べている。
その一方で真佐美によると、藤本との打ち合わせに関しては、当初は真佐美が喫茶店で当たっていたと証言しており、「原作者からの注文や要望は最後までなかった」と述べている。その後、藤本は次第に仕事の都合から出向いてまで打ち合わせを行える暇がなくなり、その際には当時藤本と共に「藤子不二雄」として活動していた名義上は本作の原作者の一人である安孫子素雄と構成などの打ち合わせをしたという。藤本とのパイプ役には文芸担当の徳丸正夫が「演出的センスを持っていて人当たりがよく辛抱強い」という理由から「原作者との校閲係」に選ばれ、「脚本」「絵コンテ」「キャラクター設定」「色指定の校閲」の打ち合わせにあたっていたという。徳丸正夫は打ち合わせをするため、スタジオ・ゼロ（かつて藤子スタジオはスタジオ・ゼロのビル内にあった）に24時間待機して、空いた時間を使って藤本と常に校閲を行っていたという。これらの点は、井川浩ら「原作者や小学館とは没交渉のままアニメ制作が進められた」という小学館関係者の証言とは大きく食い違っている。フィルムの編集作業は、当時の藤子スタジオと同じビルのスタジオ・ゼロで行われていた。
放映中に制作会社が突然解散したことで残されたスタッフは債権処理などに追われた。そのためか「番組が打ち切られた報せが小学館に来なかった」と、井川浩は述べている。
当時の漫画界では「アニメが終わったら原作も終わる」というのが常識であり、そのため『ドラえもん』も一時は連載を終わらせ、新キャラクターと入れ替えようという話が小学館から出ていたという。しかし自作『ドラえもん』に愛着のあった藤本は、それを押し切る形で新連載である『みきおとミキオ』との2本立ての形で連載を続行したが、1974年より刊行が始まった『ドラえもん』の単行本が予想外の大ヒットとなったため、『みきおとミキオ』の連載は1年で打ち切られた。

### 富山県での再放送打ち切り
1979年、アニメ第2作1期の放送が開始された頃、7月から8月にかけて藤子の故郷でもある富山県の富山テレビ放送で本作が再放送されたが、9回目（第5話Aパート）の放送で打ち切られた。これを最後に再放送は行われていない。この出来事は「富山事件」とも呼ばれている。
元小学館専務の赤座登はこの件について、富山県での再放送の情報が小学館や藤子スタジオに入った時、藤本は憤慨し、「私が作った原作のイメージと違うし、放送してほしくない。できたら何とかしてほしい」と述べ、これを受けて小学館と藤子スタジオは日本テレビ版の契約書がない（作成していなかった）ことを確認し、「口頭契約は最初の放映の許諾にとどまる」という弁護士の見解を得てから、原作者の意向に沿って、小学館と藤子スタジオの連名で、放送中止を求める警告状を内容証明郵便で富山テレビに送ったと証言している。
一方、テレビ朝日元編成担当の高橋浩は自著『視聴率15％を保証します!』（小学館新書、2014年）の中で「せっかく放送開始したのに日本テレビの旧作が再放送されると、子どもたちが混乱してしまう恐れがあるので、小学館に旧作を封印してもらいました」と証言しており、本作の封印はテレビ朝日関係者が主導したことを明かしている。これは赤座の「原作者からの苦情で再放送の中止を依頼した」という証言とは全く異なるなど、当事者同士の間で話が完全に食い違っており、依然として情報が錯綜している。
小学館プロダクション関係者は安藤の取材に「仮に『日テレ版』の露出があったところで（中略）現行の『ドラえもん』のイメージを損ねるマイナス露出でしかないんですよ。原作者や権利者サイドに特にメリットがないため、露出に向けて積極的に動くことはないでしょうね。基本的には触れてはいけないものという感じです」と述べ、安藤は「今のテレビ朝日版のイメージが唯一のもので、それ以外のものを出す必要はない」という「ビジネスの論理」の存在を指摘している。また、それ以外の「封印」理由に「制作会社の解散から著作権の扱いが曖昧」のうえ「当時の資料が乏しいため公式でも内容を取り扱いにくい」という問題がある。

### 現状の扱い
藤子プロおよび小学館が監修発刊したムック『ドラえ本3』（小学館、2000年）には写真入りで本作がわずかに解説されており、「原作のイメージと違っていて半年で終了した幻の番組」と紹介されている。
こうした公式サイドによる否定的見解の慣例化や、雑な偽物のセル画が出回るうえ、事実無根のデマや誤った情報の流布、資料の焼却、フィルムの散逸などから情報、露出の非常に乏しい作品となっていた。少なくとも2000年代初頭までは、誤った情報が公式に伝わっており、2003年頃に真佐美が自身のウェブサイト上で正確な情報を公開するまでは、チーフディレクターが上梨満雄でなく大貫信夫とされていた。なおスタッフの情報が間違って伝わっていた理由として日本テレビ動画が解散して当時のスタッフや状況の調査が困難になった末、1978年に杉山卓（元・虫プロダクション）が執筆した『テレビアニメ全集2』（秋元文庫）において日本テレビ動画の前作品『モンシェリCoCo』のスタッフ情報を引用し、以降の資料は全てこの本を元に作成されたため、このような誤解が生まれたのであろうと真佐美は述べている。
2004年末、日本テレビで放送されていた教養番組『特命リサーチ200X』において真佐美の所蔵している映像を放送する企画があったが、明確な理由が示されずにオンエアには至らなかった。
2006年には、藤子不二雄FCネオ・ユートピア会報誌43号（2006年12月発行、2009年8月改訂版発行）にて本作の特集が行われ、チーフディレクターの上梨満雄、制作主任の真佐美ジュン、作曲家の越部信義、のび太初代声優の太田淑子のインタビュー、真佐美が提供したオープニング絵コンテ、第1回スケジュール表、サブタイトルリスト、スタッフ・キャストデータ、作画設定資料、フィルムストーリー、中間報告書、1973年4月1日放送の第1話「出た!ドラえもんの巻」の原作「クルパーでんぱのまき」の再録など多数の資料が掲載された。なお本特集では「今まで歴史の隅に隠されてきたアニメ『ドラえもん』の原点にスポットを当てる必要があるし、またそうすることによって、これまで思い込みで『失敗作』と決めつけられた日本テレビ動画のスタッフ達の業績に対して、正しい評価が下されることであろう」「日テレ版『ドラ』は、これまで残された情報があまりにも少なく『失敗作』というレッテルを貼られてきたが、そのレッテルを一旦剥がして、もう一度新たなる評価を下す必要があるのではないだろうか」と結ばれている。
2007年、CS衛星放送「日テレプラス」が旧作を再放送するために権利者とフィルムの行方を捜索したが、またしてもオンエアには至らなかった。
真佐美は自身の所持するフィルムを元に無償での上映会を行っていたが、2011年に藤子プロから上映会を中止するよう要求された。真佐美側は「非営利」「無償」「無報酬」の上映会であれば、著作権者の許可を得ずに開催可能（著作権法第38条1項）であること、現在の作品自体の権利状況において上映に問題が無いことを訴えたが、結果的に両者の交渉は決裂してしまった。
なお、真佐美はこの件について「昭和40年代、私たちアニメ制作に携わった者たちは、過酷な労働条件と最低の賃金、ほとんどサービス残業で“アニメが好き”ということで命を懸けてきた。そんな自分たちが携わってきた愛すべき作品に興味を持って頂けるなら、多くの方に知っていただきたい、と思うのが人として当たり前だと理解していただきたい。しかし、著作権法という剣を振りかざして、それらの作品を封じ込めようとする営利目的企業などが存在することも事実である。（中略）私は営利を目的とせず、ただ、こういう作品を作ったという証を多くの方に知っていただきたく思うので、年金暮らしの苦しい中でも相変わらず、夢を追いかけることを喜びにした。これからの短い人生を楽しみたいのである。映画作り時の“初心わするべからず”である」とブログに記している。
2013年2月6日、日本テレビ『1億人の大質問!?笑ってコラえて!』のインタビューで野沢雅子が「ぼくドラえもん。」とドラえもんの声を演じている。また、野沢はNHK総合テレビ『あさイチ』（2015年7月9日放送）でも、「モノクロだったんです」「出すの早すぎたんでしょうね、そんなに長く続かなかった」などと僅かではあるがこの作品について証言している。そして番組の最後には「今日もごきげんよう」とドラえもんの声を演じている。

## 設定
- 制作主任の真佐美は、製作にあたってドラえもんの色を決めるのに『小学二年生』編集長の井川浩や『小学五年生』の坂本副編集長、『小学三年生』の上野編集者らと会い、原作者に修正など無いか見てもらうためのゲラを渡され、原作の3色刷のカラーページを参考にして色指定を行ったという。この時、参考にしたカラーページのドラえもんは青色で印刷されていたため、青いドラえもんを何色か作り、藤子Fの校閲を受け青色に決定した。しかし、実際に青色にすると空の色と一緒になってしまうため、作画スタッフは背景に雲を入れるなどして対処したという[3][6]。
- 第1話「出た!ドラえもんの巻」（1973年4月1日放送）には、相手の頭も体も弱くさせるクルクルパー光線銃という秘密兵器が登場している。後に真佐美は、今では放送不可能な名称だが、当時はまったく問題なかったと述べている[3]。なお、この話は『小学一年生』1970年11月号掲載の「クルパーでんぱのまき」（てんとう虫コミックス未収録）に改定を加えたものであり、原作の「クルパーでんぱ」と同様の効果を及ぼす。またアニメ版ではガチャ子でなくドラえもんが使用した。
- チーフディレクターの上梨満雄によれば放送局から内容への注文は特になく、日本テレビプロデューサーの藤井賢祐から打ち合わせ前に「この番組のへそ（キーポイント）はなんですか」と聞かれた程度のものだった。ただし商標権との兼ね合いで第16回Aパート「おれ署長のだいりの巻」では「プラモデル」を「プラスチックモデル」に言い換えるなど、制作当時の放送コードに合わせた微細な調整は行われていた[2]。
- 一方で真佐美は、中間報告書を提出した頃、日本テレビからの要請で「年上の召使い」然としたドラえもんを「のび太の友達」というイメージに近づけるため、声優を富田耕生から野沢雅子に変更したと証言している[2]。この際、制作側から「今のままの声で良い」と言う意見が出なかったため「そういうことなら仕方ない」と声優交代に応じたが、演出部は富田の降板に反対していたという[2][3]。なお、真佐美は声優交代に対する視聴者の反響について「葉書が回ってくる頃には日本テレビ動画もなくなってしまったから、どのような反響があったかはわからない」[2]と回答しているが、放送当時の読売新聞（1973年7月15日付）には「ドラえもんはユニークな声の魅力に負うところが大だった。どういう事情で変わったのか知らないが、声変わりしたドラえもんは魅力がなくなった」という批判的な投書が掲載されていた。のちに真佐美は「声優さんに途中で変わってもらうと言うことは、大変失礼なことで、声優さんにはなんの落ち度もなく、一方的に交代して貰ったわけで、大変心苦しく思ったことを覚えています。ただ何のトラブルもなく、気持ちよく交代して頂けたと報告を受け安堵いたしました」「新しく『ドラえもん』が始まって声優も大山のぶ代でイメージがぴったりで、これがドラえもんの声だと思いました。作品的にも良く出来上がっていて、文句の付けようもなく、安心してドラえもんをお任せできると、そのとき思ったことを思い出しました」と回想している[3]。

### 原作及び第2作との相違点
初期原作の設定やアニメオリジナル設定を用いているので、第2作以降とは異なる設定が複数存在する。
- ドラえもん自体がトラブルメーカーで、のび太のために秘密兵器を出すものの、結局失敗してしまうというパターンが多く“保護者”という後年に出来上がったドラえもんの像と正反対なキャラクター像である。これは連載当初のドラえもん像に顕著である。
- のび太の母、玉子が後年の攻撃的な性格とは異なり、原作初期の温厚かつ柔和な性格で描かれている。
- 序盤は中年男性だった富田耕生がドラえもん声優を担当したこともあって、非常におっとりとした哀愁漂う親父臭い性格に設定されていた[注 23]。しかし担当声優が野沢雅子に代わって以降、原作の連載初期のような短気で自己主張が強く活発で好戦的な性格に変更され、近所の相撲大会や小学校のラジオ体操などの行事に参加したり、のび太と一緒にのび太の父親に海水浴に連れていくことを強請る描写があり、原作以上に子供らしい性格に描かれている。このように声優の性別が入れ替わるドラえもんの声変わりは、当時の視聴者に大きな衝撃を与えた。
- シリーズ前半は東京の下町を舞台にしたハートフルな人情路線であったのに対し、シリーズ後半では「ドラえもんの声優交代」や、「ガチャ子のレギュラー化」など大胆なテコ入れを図ってドタバタ喜劇を中心とした「スラップスティック・コメディ」へと路線変更した。なお放送開始まもない1973年5月末頃までに提出された中間報告書（提出先・配布先ともに不詳）には「のび太を側面から補助する役割としてドラえもんを登場させた」という当初の構成方針について「主人公ドラえもんの性格描写を忘れ、主人公でありながら、ドラえもんを影の薄い存在にしてしまった。しかも、演出テクニックとして、原作の特色であるスラップ・スティックな表現を禁じたために、迫力に欠ける単調なコメディの次元に留まってしまった」と、その性向を「単調なコメディ」と自虐的に捉えた記述も確認できる[44]。これについて藤子不二雄FCネオ・ユートピア編集部のポール舘は「愛読者・視聴者は、のび太にこそ自分の姿を重ねて作品を共感を以て迎え入れることを的確に捉えているのにも関わらず、製作者にとって、マンガ『ドラえもん』の主人公は作品タイトルの『ドラ』本人であってほしい、という不文律を背負ってしまっている『ねじれ』が見受けられる」と指摘している[2]。
- 作風の変化に関してチーフディレクターの上梨満雄は「前半は比較的テンポがゆったりして、のび太の良き仲間としてドラえもんを描けたのに対して、後半はテンポアップして時代にはあっていたようですが、せわしかったように思えました。私としては、前半の方が好きでした」「終盤は会社を畳むというので、ドタバタしていましたので、あまりよく憶えていませんが、シリーズ後半がスラップスティックな内容になっていたので、最終回でハートウォーミングな話にできて、うまくまとまったと思いました」と語っている[2]。一方で制作主任の真佐美は「ドタバタナンセンスってのはスタッフの性にあってたのかもね。僕が呼んで来るスタッフは虫プロで一緒にやってた仲間が多いから、だんだん地の虫プロのカラーが濃くなってきた」と語っており、後半になると手塚治虫原作のギャグアニメ『悟空の大冒険』のようなテンションの高い作品になっていったという[3]。
- えびはら武司は自著『藤子スタジオアシスタント日記 まいっちんぐマンガ道』（竹書房）で本作を否定する発言を繰り返し行っており[45]、本人へのインタビューで「日テレ版は全然人気が出なくて半年で打ち切りになった。原作にない話やキャラクターが出てきたり、途中でドラえもんの声が変わったり、いじりすぎたんです。アニメ化した人が原作をちゃんと理解してなかったんですね。作り方があまりにメチャクチャで、こんなのもうドラえもんじゃないって作品になっちゃって。見てる側が訳がわからずついていけなくなった」と語っている[31]。一方で藤子不二雄FCネオ・ユートピア主催の藤子アニメ上映会で本編を初視聴した作家の名和広は「作品のノリが同時期の東京ムービー系のギャグアニメの系譜で、非常にテンポが良く、全体的に楽しめました。背景も色彩が濃いシンエイ版なんかよりも全然素晴らしく、下町情緒に溢れていて、まるで小林七郎氏が描かれたみたいでした。観賞後、仲間内で、原作の世界観をいじり過ぎだという意見も聞かれましたが、スネ夫のママが空手の有段者だったり、ジャイアンの父ちゃんが背が低かったり、やたら浪花節を強調したりのアレンジは、大らかな（東京ムービー全盛）時代のギャグアニメならではの微笑ましさがあり、僕的には全然OKだったりもしました。ギャグ的にも異常なパワーを感じさせるのも素晴らしかったですね」と肯定的な評価を下している[46]。またブログ「藤子不二雄ファンはここにいる」を運営している藤子不二雄研究家の稲垣高広も「実際に観てみれば、現在の『ドラえもん』のイメージとは違うものの、原作初期のスラップ・スティックなノリとキャラクターの性格を活かしつつ、独自のアレンジと解釈を施すことで、おもしろい娯楽作品に仕上がっていると感じた。少なくとも、失敗作などというイメージからは程遠いものだった」[46]「ドタバタナンセンスのなかに下町的な人情や活気やユーモアが漂い、しかも秘密兵器で引き起こされる不思議な世界がそこにブレンドされて、屈託なく楽しめる」[47]と高く評価している。なお、えびはらの証言には「人気が出なくて打ち切りになった」「テレ朝版と同じ時間帯の毎週金曜夜7時に放送していた」「（ガチャ子の絵を指して）原作にはないキャラが出た」など事実誤認が散見される[48][49]。こうした本作に対する誤解と偏見のみが伝承流布される状況のなか、真佐美は「私の後期の仕事は一匹狼のところがあってスタッフも少数しか使っておりませんでした。自分から連絡を絶ってしまったので自分を責めるしかないのですが、私が関わった物が闇の中にあるような気がします。正しく伝わっていないのです。『ドラえもん』も短い期間で当時の事を知っているスタッフも居らず仕方がない事だと思います。でも間違って伝えられるのは汗と涙を流した仲間たちに申し訳ありません。出来るだけ思い出して、なるべく正確に伝え残す義務と責任があると考えております」[6]「私としては昔、『日テレ版のドラえもん』があったよと言いたいんです。昔は『とんでもない作品』とか、カラー作品なのに『白黒だ』とか、別のものが『これが日テレ版のセル画だ』とか、間違った情報が出回っていたんです。それが嫌で『一生懸命作ったアニメですよ』と言いたくてサイトを作りました。自分で作った作品だから愛着ありますよね。『こういう作品ですよ』と、見せたいというのが僕の活動の根底にあります」[50]とコメントしている。
- 脚本を担当した鈴木良武は、本作の方向性に「何につけてもドラえもん頼みである原作のび太の性格に、もう少し自主性を持たせる少年にする方向で始めた番組」と明かしており、文芸担当の徳丸正夫や脚本陣が話し合い「自主性のあるのび太少年」の方向性を決定づけたという[51]。このことに関して鈴木は「藤本先生としては原作の思い通りになっていないと感じていたんでしょうね。ただ、あの先生はそういうことをはっきり拒否しなかったから、僕らがそのまま勢いづいてやってしまった」[51]「あれはやっぱり失敗でした。のび太が何でもドラえもん、ドラえもんって言うでしょう。それで、僕らはもう少し自立心のあるのび太にしようじゃないか、みたいな話をしたんだけど、子どもたちは別にそれを望んでなかったんですよ」[52]と原作とアニメに違いが生まれたことを認めている。なお、最終話のラストシーンでは、ドラえもんに頼らず転げ落ちながらも自転車の練習をする「自立したのび太」が見事に描かれている[20]。本作を取材した安藤健二は最終話「さようならドラえもんの巻」について「ドラえもんのポケットから出てくる未来のハイテクに頼ろうとする、テレビ朝日版の“のび太”とは対照的だった。それは、確かに『ドラえもん』の“のび太”としては失格だろう。しかし、私にはひとりの情熱にあふれる少年の姿として、非常に美しい光景に思えた。庇護者から自立することは、私を含めてドラえもんに夢をかなえてもらう“のび太”に憧れを抱いたすべての人にとって、いつかは向き合わなければいけない現実だったはずだ。夕日に向かって叫ぶ“のび太”の姿を、私は一度でいいから見たいと思った」と語っている[20]。
- 原作に5話だけ登場し、「ライバルキャラがいたほうがいいという軽い思い付きで登場させたが、ちっともよくなかった。焦点が分裂して全く違った性格の漫画になってしまうため、いなかったことになった」という藤子Fの判断により唐突に姿を消したガチャ子だが、アニメ化にあたり当時の原作数の少なさを補うために、制作時の打ち合わせでの藤子Aとチーフディレクターの上梨満雄の判断によりレギュラーとして登場させたという。なおガチャ子は、野比家でなく源家に居候している。最終話では未来に帰らず、引き続き20世紀の源家に居残る。
- 静香の家には、ジャイ子によく似た風貌のボタ子という訛りが特徴的なお手伝いさんがいる（原作ではてんとう虫コミックス第4巻で一度だけ登場）。
- 富田耕生演じるドラえもんは秘密兵器を出す際、「あ〜らよっ」と江戸弁でかけ声をかけていた。
- のび太とジャイアンの普段着が赤色。
- セワシがのび太と同じく眼鏡をかけている。
- ひみつ道具の総称が「秘密兵器」。
- 「タケコプター」の名称が、制作時の打ち合わせで藤子Aが推した「ヘリトンボ」となっている（原作でも初期作品で使われていた）。
- 「どこでもドア」は登場せず「ミラクル扉」という秘密兵器が登場する（1973年5月13日放送の第7回Aパート「決闘! のび太とジャイアンの巻」より）[53]。なお原作では『小学五年生』1973年4月号掲載の「ハイキングに出かけよう」（てんとう虫コミックス第0巻収録）で「どこでもドア」に相当するひみつ道具が初登場しているが、放映当時はまだ名前が命名されていない。
- ドラえもんの鈴は「ネコあつめすず」というネコを呼び寄せるための鈴だが、原作では故障しており使用描写はない。しかし「ネコあつめすず」の記述以前に、日本テレビ版ではネコを呼び集める「ネコジャラリン」という鈴が登場しており、作品内では故障せず機能していた（1973年8月5日放送の第18回Bパート「くるったハラ時計の巻」より）。
- 小学校の名称は下町小学校。
- のび太の担任の姓が我成（がなり）。
- 本作ではドラえもんは21世紀[54]から来た設定になっている（原作初期設定より）。
- ジャイアンの母は故人であり、ジャイアンは父子家庭で育つ。
- ジャイアンの父は体格が小柄で、人柄が良く息子思いの面が強調されていて、息子のためを思って無理をすることがある。腕力はとても弱い設定。名前は「小助」。雑貨屋「正直屋」を営む。真佐美によると普段は乱暴者の剛田武の優しい一面をどうしたら表現できるかということで、このような剛田家の設定になったという[6]。
- 原作第1話から登場している「ジャイ子」は不在の設定。また「小池さん」も登場しない。
- 放映開始前後に発売された『小学五年生』1973年4月号掲載の「ハイキングに出かけよう」で「ドラミ」が原作に初登場しているが、本作には最後まで登場しなかった[注 24]。
- 明確にドラえもんが未来に帰る最終回が存在する唯一のテレビアニメシリーズである。

## 声の出演
所属事務所別では青二プロダクションとテアトル・エコーが協力している。
- ドラえもん - 富田耕生（第1話 - 第26話）→野沢雅子（第27話 - 最終話）
- 野比のび太 - 太田淑子
- 源静香（しずか）- 恵比寿まさ子
- 剛田武（ジャイアン）- 肝付兼太
- 骨川スネ夫 - 八代駿
- ガチャ子 - 堀絢子
- 野比玉子（のび太のママ）- 小原乃梨子
- 野比のび助（のび太のパパ）- 村越伊知郎
- のび太のおばあちゃん - 不明
- スネ夫のママ - 高橋和枝
- スネ夫のパパ - はせさん治→加藤修
- ジャイアンのパパ（剛田小助） - 不明
- しずかのママ - 不明
- しずかのパパ - 不明
- セワシ - 山本圭子
- 我成（がなり）先生 - 加藤修→雨森雅司
- ボタ子 - 野沢雅子→不明
- デブ子 - つかせのりこ
- ジャマ子 - 𠮷田理保子

### ゲスト声優
- 小林通孝[注 25]（「小林道隆」と誤表記）[要出典]
- 松金よね子
- 田中亮一
- 丸山裕子
- 神谷明
- 山田俊司
- 岡本敏明
- 野村道子
- 北川国彦
- 中西妙子
- 兼本新吾
- 加茂喜久
- 峰恵研
- 水鳥鉄夫（「水島鉄夫」と誤表記）
- 矢田耕司
- 山下啓介
- 永井一郎
- 渡辺典子
- お世辞鏡 - 北浜晴子
- 田村錦人
- 辻村真人
- 槐柳二
- 八奈見乗児
- 大竹宏
- 山丘陽人
- テアトル・エコー
- 青二プロダクション 他

## スタッフ
- 原作 - 藤子不二雄（小学館学習雑誌連載）
- 企画 - 藤井賢祐（日本テレビ）
- プロデューサー - 川口晴年、米沢孝雄（日本テレビ）、佐々木一雄
- チーフディレクター - 上梨満雄
- 音楽 - 越部信義
- 効果 - 片岡陽三、小川勝男（E&M）
- 録音 - 番町スタジオ
- 現像 - 東洋現像所
- 音響演出 - 近森啓祐
- 音響制作 - E&Mプランニングセンター
- 美術監督 - 鈴木森繁、川本征平
- 撮影監督 - 菅谷信行（スタジオ珊瑚礁）
- 撮影 - 菅谷正昭（スタジオ珊瑚礁）
- 選曲 - 宮下滋
- 調整 - 田中英行
- 編集 - 西出栄子（スタジオ・ゼロ）
- 文芸 - 徳丸正夫
- 担当演出 - 岡迫和之、腰繁男
- 制作進行 - 木沢富士夫、小野忠、増田厚美、山下一郎
- 制作事務 - 増田一恵
- 制作主任 - 下崎闊[注 26]
- 制作 - 日本テレビ動画

### 各話スタッフ
- 脚本 - 山崎晴哉、鈴木良武、井上知士、吉原幸栄、馬嶋満、園屁蔵士
- 絵コンテ - 生頼昭憲、吉川惣司、村田四郎、岡迫和之、棚橋一徳、奥田誠二、矢沢則夫、石黒昇、腰繁男
- 作画監督 - 鈴木満、生頼昭憲、白川忠志、村田四郎、宇田川一彦
- 原画 - 永樹たつひろ、竹市正勝、熊野基雄、上條修、田中保、佐藤徹、山下征二、スタジオジョーク、スタジオテイク
- 動画 - 秋山博雅、岡山陽子、荒井政良志、加藤輿治、楠田悟、滝波いつ子、八武崎好郎
- 背景 - アトリエローク、高野正道、佐藤正行、亀川尚子、平川やすし、細谷秋男、スタジオジャック、阿部行夫、西巻晶子
- 仕上 - 江口マキ子、大橋啓子、黒田英里子、小林一幸、島崎あつ子、長村葉子、石田康美
- 仕上外注 - Aプロダクション、スタジオ古留美、狩野節子、石田康美、若井喜治、三宅敏博、中野則子、石田国松、川上直子、石田ヤゴ

## 主題歌
オープニングテーマ - 「ドラえもん」
歌 - 内藤はるみと劇団NLT / 作詞 - 藤子不二雄 / 作曲・編曲 - 越部信義
この曲を採用しているカラオケメーカーがある。曲名は「ドラえもん（旧）」という表記が用いられている。
なお、本放送時では音色とテンポがフルコーラス版と異なる。
エンディングテーマ - 「ドラえもんルンバ」
歌 - 内藤はるみ / 作詞 - 横山陽一 / 作曲・編曲 - 越部信義
クイーカの「合いの手」が多用されたルンバ風の曲。「ドラえもんのルンバ」と表記されることもある。
挿入歌
「あいしゅうのドラえもん」
歌 - 富田耕生 / 作詞 - 横山陽一 / 作曲・編曲 - 越部信義
「ドラえもん いん できしいらんど」
歌 - コロムビアゆりかご会と劇団NLT / 作詞 - 藤子不二雄  / 作曲・編曲 - 越部信義
レコードは主題歌・挿入歌の4曲を収録したコンパクト盤（1973年4月10日発売、規格品番：C-112）が先行して発売、後に主題歌2曲入りのシングル盤（1973年8月10日発売、規格品番：SCS-515）が発売された（共に発売は日本コロムビア）。主題歌2曲に関しては日本コロムビア『続・テレビまんが主題歌のあゆみ』をはじめ、オムニバス盤CDなどにも収録されている。
未使用曲
「きたきたドラえもん」
作曲・編曲 - 越部信義
真佐美ジュンのブログによって紹介されている。第36話「くるったハラ時計の巻」(1973年8月5日放送)のBGMに本楽曲が使用されていると証言されている。
楽譜は現存している。

## パイロットフィルム
内容は「ドラえもんが未来からやってくる」という原作第1話を意識した作品で、1979年に放送開始されたテレビ朝日版第1話「ゆめの町ノビタランド」およびシンエイ動画制作のパイロット版「勉強部屋のつりぼり」において「ドラえもんが未来からやってくる」といった内容が描かれなかったのに対し、本作はドラえもんとのび太の出会いを描いた物語となっている。このパイロットフィルムはほぼそのまま本編1話に流用されたらしい。
パイロット版の制作および演出は、日本テレビ動画の真佐美と佐々木一雄が担当し、設定やシナリオは文芸担当の徳丸正夫が用意した。なお、チーフディレクターの上梨満雄は、藤子不二雄FCネオ・ユートピア会報誌43号のインタビューでパイロット版の制作には不参加だったと述べている。

## 各話リスト
サブタイトルクレジット部では、ドラえもんが四次元ポケットからボードを取り出した所で、ドラえもんのナレーションで「○○の巻。」と読み上げる。なおサブタイトルが「の巻」で構成されているのは、本作が唯一。
| 回数   | 放送日 1973年                                             | 話数                                                      | サブタイトル                                                                                        | 脚本                                                      | 絵コンテ                                                  | 保管状態                                                  |                                                           |
| ------ | --------------------------------------------------------- | --------------------------------------------------------- | --------------------------------------------------------------------------------------------------- | --------------------------------------------------------- | --------------------------------------------------------- | --------------------------------------------------------- | --------------------------------------------------------- |
| 第1回  | 4月01日                                                   | 第1話                                                     | 出た!!ドラえもんの巻                                                                                | 山崎晴哉                                                  | 吉川惣司                                                  | ×                                                         |                                                           |
| 第1回  | 4月01日                                                   | 第2話                                                     | ペコペコバッタ大騒動の巻                                                                            | 山崎晴哉                                                  | 吉川惣司                                                  | ×                                                         |                                                           |
| 第2回  | 4月08日                                                   | 第3話                                                     | 屋根の上のすてきな子の巻                                                                            |                                                           |                                                           | △                                                         |                                                           |
| 第2回  | 4月08日                                                   | 第4話                                                     | のび太のご先祖さんの巻                                                                              |                                                           |                                                           | △                                                         |                                                           |
| 第3回  | 4月15日                                                   | 第5話                                                     | キューピットですきすき作戦の巻                                                                      |                                                           |                                                           | ×                                                         |                                                           |
| 第3回  | 4月15日                                                   | 第6話                                                     | 弱味をにぎれの巻                                                                                    |                                                           |                                                           | ×                                                         |                                                           |
| 第4回  | 4月22日                                                   | 第7話                                                     | ねずみに弱いねこもあるの巻                                                                          | 井上知士                                                  | 奥田誠治                                                  | △                                                         |                                                           |
| 第4回  | 4月22日                                                   | 第8話                                                     | ガキ大将をやっつけろの巻                                                                            | 井上知士                                                  | 奥田誠治                                                  | △                                                         |                                                           |
| 第5回  | 4月29日                                                   | 第9話                                                     | おせじ鏡の巻                                                                                        | 山崎晴哉                                                  | 生瀬昭憲                                                  | △                                                         |                                                           |
| 第5回  | 4月29日                                                   | 第10話                                                    | パパとママの結婚記念日の巻                                                                          |                                                           |                                                           | ×                                                         |                                                           |
| 第6回  | 5月06日                                                   | 第11話                                                    | のろいカメラの巻                                                                                    | 井上知士                                                  |                                                           | ×                                                         |                                                           |
| 第6回  | 5月06日                                                   | 第12話                                                    | 宝くじ大当たり作戦の巻                                                                              |                                                           |                                                           | ×                                                         |                                                           |
| 第7回  | 5月13日                                                   | 第13話                                                    | 決闘！のび太とジャイアンの巻                                                                        | 鈴木良武                                                  |                                                           | ×                                                         |                                                           |
| 第7回  | 5月13日                                                   | 第14話                                                    | わたしは誰でしょうの巻                                                                              |                                                           |                                                           | ×                                                         |                                                           |
| 第8回  | 5月20日                                                   | 第15話                                                    | アベコンベ騒動の巻                                                                                  |                                                           |                                                           | ×                                                         |                                                           |
| 第8回  | 5月20日                                                   | 第16話                                                    | おばけ屋敷の謎の巻                                                                                  |                                                           |                                                           | ×                                                         |                                                           |
| 第9回  | 5月27日                                                   | 第17話                                                    | クイック・スロー大作戦の巻                                                                          |                                                           |                                                           | ×                                                         |                                                           |
| 第9回  | 5月27日                                                   | 第18話                                                    | のび太は雨男の巻                                                                                    |                                                           |                                                           | ×                                                         |                                                           |
| 第10回 | 6月03日                                                   | 第19話                                                    | ウルトラミキサーの巻                                                                                |                                                           |                                                           | ×                                                         |                                                           |
| 第10回 | 6月03日                                                   | 第20話                                                    | ねがい星流れ星の巻                                                                                  | 鈴木良武                                                  | 生頼昭憲                                                  | △                                                         |                                                           |
| 第11回 | 6月10日                                                   | 第21話                                                    | ふしぎなふろしきの巻                                                                                |                                                           |                                                           | ×                                                         |                                                           |
| 第11回 | 6月10日                                                   | 第22話                                                    | のび太のおばあちゃんの巻                                                                            |                                                           |                                                           | ×                                                         |                                                           |
| 第12回 | 6月17日                                                   | 第23話                                                    | 大リーグの赤バットの巻                                                                              |                                                           |                                                           | ×                                                         |                                                           |
| 第12回 | 6月17日                                                   | 第24話                                                    | 男は力で勝負するの巻                                                                                | 井上知士                                                  | 奥田誠治                                                  | △                                                         |                                                           |
| 第13回 | 6月24日                                                   | 第25話                                                    | ガチャ子登場の巻                                                                                    |                                                           |                                                           | ×                                                         |                                                           |
| 第13回 | 6月24日                                                   | 第26話                                                    | おしゃべりくちべにの巻                                                                              |                                                           |                                                           | ×                                                         |                                                           |
| 第14回 | 7月01日                                                   | 第27話                                                    | すきすきカメラの巻                                                                                  |                                                           |                                                           | ×                                                         |                                                           |
| 第14回 | 7月01日                                                   | 第28話                                                    | 天の川でデイトしようの巻                                                                            |                                                           |                                                           | ×                                                         |                                                           |
| 第15回 | 7月08日                                                   | 第29話                                                    | へんなロボットカーの巻                                                                              | 山崎晴哉                                                  | 生瀬昭憲                                                  | ×                                                         |                                                           |
| 第15回 | 7月08日                                                   | 第30話                                                    | ニコニコせっけんの巻                                                                                |                                                           |                                                           | ×                                                         |                                                           |
| 第16回 | 7月15日                                                   | 第31話                                                    | おれ署長のだいりの巻                                                                                |                                                           |                                                           | ×                                                         |                                                           |
| 第16回 | 7月15日                                                   | 第32話                                                    | さあ夏だ！スキーをやろうの巻                                                                        |                                                           |                                                           | ×                                                         |                                                           |
| －     | 7月22日                                                   | －                                                        | 「オールスターゲーム・第2戦」中継のため休止。 （大阪スタヂアム。読売テレビ制作。枠は19:00 - 21:25） | －                                                        | －                                                        | －                                                        |                                                           |
| 第17回 | 7月29日                                                   | 第33話                                                    | 成績表はいやだなあの巻                                                                              |                                                           |                                                           | ×                                                         |                                                           |
| 第17回 | 7月29日                                                   | 第34話                                                    | 自分のかげをつかまえろの巻                                                                          |                                                           |                                                           | ×                                                         |                                                           |
| 第18回 | 8月05日                                                   | 第35話                                                    | 潜水艦で海へ行うの巻                                                                                | 鈴木良武                                                  | 村田四郎                                                  | ○△                                                        |                                                           |
| 第18回 | 8月05日                                                   | 第36話                                                    | くるった腹時計の巻                                                                                  | 馬嶋満                                                    | 棚橋一徳                                                  | ○△                                                        |                                                           |
| 第19回 | 8月12日                                                   | 第37話                                                    | キャンプ騒動の巻                                                                                    |                                                           |                                                           | ×                                                         |                                                           |
| 第19回 | 8月12日                                                   | 第38話                                                    | 忘れな草って何だっけの巻                                                                            |                                                           |                                                           | ×                                                         |                                                           |
| 第20回 | 8月19日                                                   | 第39話                                                    | クーラーパラソルの巻                                                                                |                                                           |                                                           | ○                                                         |                                                           |
| 第20回 | 8月19日                                                   | 第40話                                                    | いつでも日記の巻                                                                                    |                                                           |                                                           | ○                                                         |                                                           |
| 第21回 | 8月26日                                                   | 第41話                                                    | 宿題おばけが出たの巻                                                                                |                                                           |                                                           | ○                                                         |                                                           |
| 第21回 | 8月26日                                                   | 第42話                                                    | お天気ボックスの巻                                                                                  | 鈴木良武                                                  | 矢沢則夫                                                  | ○△                                                        |                                                           |
| 第22回 | 9月02日                                                   | 第43話                                                    | ぼくに清き一票を！の巻                                                                              | 吉原幸栄                                                  | 生頼昭憲                                                  | ○                                                         |                                                           |
| 第22回 | 9月02日                                                   | 第44話                                                    | まんが家修業の巻                                                                                    | 鈴木良武                                                  | 矢沢則夫                                                  | ○                                                         |                                                           |
| 第23回 | 9月09日                                                   | 第45話                                                    | すてきなガールフレンドの巻                                                                          | 山崎晴哉                                                  | 棚橋一徳                                                  | ○                                                         |                                                           |
| 第23回 | 9月09日                                                   | 第46話                                                    | 花いっぱい騒動の巻                                                                                  | 馬嶋満                                                    | 岡迫和之                                                  | ○                                                         |                                                           |
| 第24回 | 9月16日                                                   | 第47話                                                    | そっくりクレヨンの巻                                                                                | 井上知士                                                  | 矢沢則夫                                                  | ○                                                         |                                                           |
| 第24回 | 9月16日                                                   | 第48話                                                    | 静香の誕生日の巻                                                                                    | 山崎晴哉                                                  | 矢沢則夫                                                  | ○                                                         |                                                           |
| 第25回 | 9月23日                                                   | 第49話                                                    | 宇宙飛行士になりたいの巻                                                                            | 園屁蔵士                                                  | 石黒昇                                                    | ○                                                         |                                                           |
| 第25回 | 9月23日                                                   | 第50話                                                    | まいごマゴマゴ大騒動の巻                                                                            |                                                           |                                                           | ○                                                         |                                                           |
| 第26回 | 9月30日                                                   | 第51話                                                    | ネンドロン大騒動の巻                                                                                | 井上知士                                                  | 腰繁男                                                    | ○                                                         |                                                           |
| 第26回 | 9月30日                                                   | 第52話                                                    | さようならドラえもんの巻                                                                            |                                                           |                                                           | ○                                                         |                                                           |
| 凡例   | ○：オリジナル版が現存、△：不完全なものが現存、×：行方不明 | ○：オリジナル版が現存、△：不完全なものが現存、×：行方不明 | ○：オリジナル版が現存、△：不完全なものが現存、×：行方不明                                           | ○：オリジナル版が現存、△：不完全なものが現存、×：行方不明 | ○：オリジナル版が現存、△：不完全なものが現存、×：行方不明 | ○：オリジナル版が現存、△：不完全なものが現存、×：行方不明 | ○：オリジナル版が現存、△：不完全なものが現存、×：行方不明 |

関東地区の平均視聴率は6.6%、最高視聴率は9.1%（ビデオリサーチ調べ）。

### 最終話「さようならドラえもんの巻」について
ストーリー
のび太が家に帰るとドラえもんとセワシが何か話している。セワシは何かを話そうとするが、ドラえもんに「僕が話すから」と止められ、「きっとだよ」と言い残し未来に帰って行った。ドラえもんは浮かない顔で何かを話そうとするが、そこへデパートから最新型の自転車が届く。のび太はしずか達とサイクリングに行く約束をしたものの、自転車に乗れないので安直にドラえもんを頼ろうとしていたのだ。
しかし、ドラえもんはいつもの調子で甘えるのび太を冷たく突き放す。いつもと様子が違うドラえもんだったが、のび太は「いざとなったらいつものようにきっと何とかしてくれる」と気にも留めなかった。思い切って何かを打ち明けようと決心したドラえもん。しかし、のび太に差し出されたおやつのどら焼きに心を奪われ、更に「この世に君がいなかったら僕は一人で生きていけない」という彼の言葉に動揺し、そのまま家を飛び出してしまった。
ドラえもんは、頼りっきりなのび太の自立心を養うために未来へ帰ろうと考えていたが、優しくしてくれるのび太にそれを言い出せず悩んでいたのだった。落ち込んでいた所へ偶然会ったガチャ子に相談する事にしたドラえもん。そして、ガチャ子のアイディアで未来に帰る嘘の口実を作る事になった。
「ドラえもんの体の様子がおかしい」とガチャ子から聞かされたのび太。慌てて駆け付けると、そこには狂ったように苦しみ始めたドラえもんがいた。「未来に連れて帰って治さないといけない」と言われ、嘘を信じ込んでいたのび太は泣き出してしまう。それでも、「ドラえもんがいなくなったら困るけど、ドラえもんが治る為なら我慢する。だから自分に構わず帰って欲しい」とドラえもんに訴えた。
優しい言葉に感涙したドラえもんは嘘をついた事を打ち明け、自分に頼り過ぎてダメな人間になりそうなのび太が心配で、強い人間になって欲しいが為に未来の国に帰る事にしたと本心を告げる。のび太は「僕の事は心配しなくていいよ」と彼の気持ちを受け入れた様子で愛想笑いを浮かべた。
その後、仲間らは広場に集い送別会を開く。ジャイアンやスネ夫、しずかも涙ながらにドラえもんとの別れを惜しみ、のび太と共にどら焼きをプレゼントする。喜ぶドラえもんの丸い手から黄色い小鳥が飛び立っていく。テーマソング『ドラえもん』に合わせて仲間らに家まで送って貰ったドラえもんは、のび助や玉子とも別れの挨拶を交わした。
そしてドラえもんとのび太は、いつかの再会を誓い、最後の別れを告げる。「未来の国でいつも君を応援しているからね」そう言い残したドラえもんは机の引き出しに入り、未来へ帰って行った。ドラえもんがいなくなった現実に、のび太は「本当は、ずっと居てもらいたかったのに…」と号泣してしまう。するとドラえもんが、再度引き出しから現れた。のび太は唖然とするが、プレゼントのどら焼きを持ち帰るのを忘れていたという。改めて別れの挨拶を交わした二人。去り際にのび太にエールを送ったドラえもんは、今度こそ帰って来る事はなかった。
「もうドラえもんの力に頼らない」───何度転んでも起き上がり、自転車に乗れるようにひたむきに頑張り続ける。そんなのび太の姿を、ドラえもんはセワシと一緒にタイムテレビで未来から温かく見守っていた。「ドラえもーん! 見てくれよー!」夕焼け空に向かってそう叫ぶのび太の声と共に、物語は幕を閉じる。
解説
本エピソードの原作は、てんとう虫コミックス第6巻収録の「さようなら、ドラえもん」ではなく、雑誌『小学四年生』1972年3月号に掲載された「ドラえもんがいなくなっちゃう!?」（藤子・F・不二雄大全集第1巻収録）である。これは真佐美が提案したもので、真佐美が幼いころ、板金塗装会社に勤めていた父親を浦和駅まで迎えに行くために、自転車を練習した思い出と重なったからだという。
ストーリーは原作とおおむね同じだが、原作には未登場だったジャイアン・スネ夫・しずか・パパ・ママ・ガチャ子が登場し、ドラえもんとの別れを惜しんでいたほか、ドラえもんの嘘に協力するのはセワシではなくガチャ子になっている。
この回が最後の放送だったにもかかわらず、ラストのアイキャッチは「次回をお楽しみに」と表記された。これは手抜きやミスではなく日本テレビ動画の再建と続編への希望を込めたものである。
またエンドカードにはドラえもんの丸い手から黄色い小鳥が飛び立っていく作中のシーンが採用された。これにも続編製作の希望として「再会」の意味が込められているという。ヒントに真佐美が昔見た映画で「無事に帰って来て」という願いが黄色いリボンで描写されていたことに由来する。
放送終了から5年半後、アニメ第2作1期の第1話を見た真佐美は「大変素晴らしい出来で、とても安心しました。大山のぶ代さんの声も、あれなら大成功だなと思いました」という感想を述べている。日本テレビ動画のスタッフ達の願いであった「自分達の手で再び作ること」は遂に叶わなかったが『ドラえもん』に対する思いは、このような形でシンエイ動画へと引き継がれたのである。

## 放送局

### 本放送
系列、略称については放送当時のもの。
| 放送地域       | 放送局                | 放送期間                 | 放送日時           | 放送系列                                    | 備考                 |
| -------------- | --------------------- | ------------------------ | ------------------ | ------------------------------------------- | -------------------- |
| 関東広域圏     | 日本テレビ（NTV）     | 1973年4月1日 - 9月30日   | 日曜 19:00 - 19:30 | 日本テレビ系列                              | 制作局               |
| 北海道         | 札幌テレビ （STV）    | 1973年4月1日 - 9月30日   | 日曜 19:00 - 19:30 | 日本テレビ系列                              |                      |
| 青森県         | 青森放送（RAB）       | 1973年4月1日 - 9月30日   | 日曜 19:00 - 19:30 | 日本テレビ系列                              | [ 57 ]               |
| 秋田県         | 秋田放送（ABS）       | 1973年4月1日 - 9月30日   | 日曜 19:00 - 19:30 | 日本テレビ系列                              | [ 57 ]               |
| 山形県         | 山形放送（YBC）       | 1973年4月1日 - 9月30日   | 日曜 19:00 - 19:30 | 日本テレビ系列                              | [ 57 ]               |
| 山梨県         | 山梨放送（YBS）       | 1973年4月1日 - 9月30日   | 日曜 19:00 - 19:30 | 日本テレビ系列                              |                      |
| 富山県         | 北日本放送（KNB）     | 1973年4月1日 - 9月30日   | 日曜 19:00 - 19:30 | 日本テレビ系列                              | 作者の出身地         |
| 福井県         | 福井放送（FBC）       | 1973年4月1日 - 9月30日   | 日曜 19:00 - 19:30 | 日本テレビ系列                              |                      |
| 中京広域圏     | 中京テレビ（CTV）     | 1973年4月1日 - 9月30日   | 日曜 19:00 - 19:30 | 日本テレビ系列                              | [ 注 27 ]            |
| 近畿広域圏     | よみうりテレビ（YTV） | 1973年4月1日 - 9月30日   | 日曜 19:00 - 19:30 | 日本テレビ系列                              | [ 注 28 ]            |
| 鳥取県・島根県 | 日本海テレビ（NKT）   | 1973年4月1日 - 9月30日   | 日曜 19:00 - 19:30 | 日本テレビ系列                              |                      |
| 山口県         | 山口放送（KRY）       | 1973年4月1日 - 9月30日   | 日曜 19:00 - 19:30 | 日本テレビ系列                              |                      |
| 香川県         | 西日本放送（RNC）     | 1973年4月1日 - 9月30日   | 日曜 19:00 - 19:30 | 日本テレビ系列                              | [ 注 29 ]            |
| 愛媛県         | 南海放送（RNB）       | 1973年4月1日 - 9月30日   | 日曜 19:00 - 19:30 | 日本テレビ系列                              |                      |
| 徳島県         | 四国放送（JRT）       | 1973年4月1日 - 9月30日   | 日曜 19:00 - 19:30 | 日本テレビ系列                              | [ 注 30 ]            |
| 高知県         | 高知放送（RKC）       | 1973年4月1日 - 9月30日   | 日曜 19:00 - 19:30 | 日本テレビ系列                              |                      |
| 福岡県         | 福岡放送（FBS）       | 1973年4月1日 - 9月30日   | 日曜 19:00 - 19:30 | 日本テレビ系列                              |                      |
| 岩手県         | テレビ岩手（TVI）     | 1973年4月1日 - 9月30日   | 日曜 19:00 - 19:30 | 日本テレビ系列 NETテレビ系列                | [ 57 ]               |
| 宮城県         | 宮城テレビ（MTB）     | 1973年4月1日 - 9月30日   | 日曜 19:00 - 19:30 | 日本テレビ系列 NETテレビ系列                | 現在の略称はmm34→MMT |
| 福島県         | 福島中央テレビ（FCT） | 1973年4月1日 - 9月30日   | 日曜 19:00 - 19:30 | 日本テレビ系列 NETテレビ系列                | [ 57 ]               |
| 広島県         | 広島テレビ （HTV）    | 1973年4月1日 - 9月30日   | 日曜 19:00 - 19:30 | 日本テレビ系列 フジテレビ系列               |                      |
| 長崎県         | テレビ長崎（KTN）     | 1973年4月1日 - 9月30日   | 日曜 19:00 - 19:30 | 日本テレビ系列 フジテレビ系列               |                      |
| 熊本県         | テレビ熊本 （TKU）    | 1973年4月1日 - 9月30日   | 日曜 19:00 - 19:30 | フジテレビ系列 日本テレビ系列 NETテレビ系列 |                      |
| 大分県         | テレビ大分（TOS）     | 1973年4月1日 - 9月30日   | 日曜 19:00 - 19:30 | フジテレビ系列 日本テレビ系列 NETテレビ系列 |                      |
| 宮崎県         | テレビ宮崎（UMK）     | 1973年4月1日 - 9月30日   | 日曜 19:00 - 19:30 | フジテレビ系列 日本テレビ系列 NETテレビ系列 |                      |
| 鹿児島県       | 鹿児島テレビ（KTS）   | 1973年4月1日 - 9月30日   | 日曜 19:00 - 19:30 | フジテレビ系列 日本テレビ系列 NETテレビ系列 |                      |
| 石川県         | 北陸放送（MRO）       | 1973年5月25日 - 11月30日 | 金曜 17:25 - 17:55 | TBS系列                                     | [ 58 ]               |
| 沖縄県         | 琉球放送（RBC）       | 1974年2月5日 - 9月3日    | 火曜 18:00 - 18:30 | TBS系列                                     |                      |
| 新潟県         | 新潟放送（BSN）       | 1974年9月4日 - 10月11日  | 平日 17:00 - 17:30 | TBS系列                                     | [ 注 31 ] [ 59 ]     |
| 静岡県         | テレビ静岡（SUT）     | 1975年4月17日 - 不明     | 木曜 18:00 - 18:30 | フジテレビ系列                              |                      |

### 再放送
一部地域では、本放送時代とは別の局で再放送されていたが、その局も記載する。
- 日本テレビ（NTV） 1974年3月27日 - 5月2日、1975年4月1日 - 5月6日
  - 1974年度 月曜 - 金曜 朝8時20分 - 8時55分→月曜 - 金曜 8時00分 - 8時30分（休止1回、全26話）
  - 1974年4月29日は「おめでとう天皇陛下」を放送。
  - 1975年度 月曜 - 金曜 8時00分 - 8時30分
  - 以上平日朝の再放送枠『おーい!まんがだヨー』で放送。
- 中京テレビ （CTV）1974年4月1日 - 1974年5月6日
  - 　月曜 - 金曜　18時00分 - 18時30分
- 青森放送（RAB）1974年12月5日 - 1975年1月17日
  - 月曜 - 金曜 16時55分 - 17時25分（5回休止）
- テレビ岩手（TVI） 1975年1月5日 - 2月17日（5回休止）
  - 月曜 - 金曜 17時00分 - 17時30分
- 福岡放送（FBS） 1975年4月17日 - 5月22日
  - 月曜 - 金曜 8時00分 - 8時30分
- よみうりテレビ（YTV） 1975年5月12日 - 6月12日
  - 月曜 - 金曜 18時00分 - 18時30分、全25話。
  - 最終回は未放送。
- 広島ホームテレビ（UHT）★（NETテレビ系列）1975年5月22日 - 6月26日、17:30 - 18:00[60]
- 宮城テレビ（MTB） 1975年7月9日 - 8月18日
  - 月曜 - 金曜 8時00分 - 8時30分、全25話。
  - 最終回は未放送、休止は4回。
  - 「パパとママの結婚記念日の巻」と「おせじ鏡の巻」が別の日に書いてあるなど、順番が混乱している。
- 熊本放送（RKK）（TBS系列）1977年もしくは1978年頃
- 富山テレビ（T34）（フジテレビ系列）1979年7月24日 - 8月3日
  - 月曜 - 金曜 18時45分-19時00分（本来、1回・2話構成だったうち、半分の1話ずつ放送された）[35]
  - 前述のように、テレビ朝日からの申し入れで藤子F名義による打ち切りを求める警告状が小学館から富山テレビに送られ、8月3日の9回目（第5話Aパート）の放送をもって強制的に打ち切られる（富山事件）。これを最後に再放送は二度と行われなかった。

## 年表
- 1971年11月 - 東京テレビ動画が解散し、体制はそのままで新たに日本テレビ動画が設立される。
- 1972年7月以前 - 日本テレビ動画社長の新倉雅美を中心にテレビアニメ『ドラえもん』の企画が立ち上がる。
- 1972年8月 - 小学館の学習雑誌『幼稚園』1972年8月号の「にんきものチャンネル」コーナーにおいてドラえもんのイラストと共に「テレビにでるのをまっててね」という告知文が掲載される[注 32]。
- 1973年1月 - パイロット版完成[3]。演出は日本テレビ動画の真佐美と佐々木一雄が担当、設定やシナリオは文芸担当の徳丸正夫が用意した。
- 1973年4月1日 - 放送開始。第1話は『小学一年生』1970年11月号掲載の「クルパーでんぱのまき」を原作にした「出た!ドラえもんの巻」。
- 1973年初夏 - 中間報告書提出。
- 1973年6月24日放送「ガチャ子登場の巻」よりガチャ子登場。
- 1973年7月1日放送「すきすきカメラの巻」よりドラえもんの声優を富田耕生から野沢雅子に交代[注 33]。
- 1973年8月20日頃 - 放送の打ち切りが決定。
- 1973年9月30日 - 放送終了。日本テレビ動画解散。荒川河川敷で制作資料が焼却処分される（詳細は真佐美のサイト内「最後の日」の項に詳しい）。最終話は『小学四年生』1972年3月号に掲載された「ドラえもんがいなくなっちゃう!?」を原作にした「さようならドラえもんの巻」。
- 1978年9月 - 杉山卓『テレビアニメ全集2』（秋元文庫）に紹介記事が掲載。しかし、この記事は前作『モンシェリCoCo』のデータが流用されたため間違いが多く、また以降の資料はこの本を元に作成されたケースが多いため、真佐美が正確な情報を公開するまで誤った情報が広く流布する原因となった。
- 1979年8月3日 - 富山テレビの再放送が9回目の「おせじ鏡の巻」（第5回Aパート）で打ち切られる（富山事件）。これ以降の再放送は途絶える。
- 1980年 - 日本テレビでの管理期間が終了。
- 1995年 - IMAGICAの横浜工場から後半16話分のネガフィルムが発見される[24]。
- 2004年3月 - 元スタッフの下崎闊が「真佐美ジュン」名義で会員制ホームページ「真佐美ジュンのドラえもん時代」を開設、自らが保管する全資料を公開する。
- 2004年12月 - 日本テレビ系『特命リサーチ200X』内で真佐美ジュンの所有するフィルムを放送する企画があったが頓挫。
- 2006年2月5日 - 真佐美の所有するラッシュフィルムがネオ・ユートピア主催の第8回藤子アニメ上映会で初公開される。上映されたのは第12回Bパート「男は力で勝負するの巻」と第18回Aパート「潜水艦で海へ行うの巻」の2本[46]。
- 2008年2月17日 - ネオ・ユートピア主催の第9回藤子アニメ上映会で第10回Bパート「ねがい星流れ星の巻」と第21回Bパート「お天気ボックスの巻」が上映される[9][47]。またアンコール上映として第18回Aパート「潜水艦で海へ行うの巻」が再上映される[47]。
- 2010年9月26日 - ネオ・ユートピア主催の第10回藤子アニメ上映会で第5回Aパート「おせじ鏡の巻」と第18回Bパート「くるったハラ時計の巻」が上映される[62]。
- 2011年初秋 - 藤子プロが真佐美に本作の自主上映を中止するよう警告する（ただし、真佐美は著作権法第38条1項の規定を遵守しており、藤子プロ側の訴えは法的根拠を欠いた越権行為であったという見方もある）[42][43]。
- 2013年5月19日 - 真佐美の講演上映会（開催場所：東久留米市立生涯学習センターまろにえホール）で2年ぶりに本作が再上映される[63]。
- 2014年10月1日 - テレビ朝日元編成担当の高橋浩が『視聴率15％を保証します!』（小学館新書）を上梓。高橋の証言からテレビ朝日が新作を放映するにあたり「旧作が再放送されると子どもたちが混乱してしまう恐れがある」として小学館に旧作の封印措置を求めたことが明らかになった[37]。
- 2018年2月10日 - 東久留米市のコミニティーサイト「くるくる」の講座「昭和を生きた手塚治虫 -東久留米の思い出-」（開催場所：東久留米市役所）に研究会「手塚治虫と日本テレビ動画」代表の真佐美ジュンがゲスト講演し[64]、本作の映像が4年ぶりに再上映される（これが現時点で最後の上映会である）[65]。

## 現存映像
放送終了後、フィルムは制作局の日本テレビで7年間管理され、その間は地方局へ貸し出されたりしていたが、日本テレビでの管理期間終了後に散逸したとされている。さらに、事実上の封印措置と制作会社の消滅という事象も重なり、現在はネガはもとよりコピーポジフィルム保管先も不明（あるいは散逸）といえる状況である。
テレビアニメ作品の著作権は通常、制作プロダクションが保持することになっているが、制作会社である日本テレビ動画の消滅により本作の著作権は、不明瞭のままになっている。本作の印象から日本放送映画→東京テレビ動画→日本テレビ動画までの作品全ての版権が不明瞭になっていると誤解されることがあるが、日本テレビ動画作品にはビデオ化や再放送の行われた作品が多数存在するため、現在でも同社から作品の版権を引き継いで管理している者が存在するとみられる。
現存する映像としては、元スタッフの真佐美が個人的に保管している10話分のラッシュフィルム（ポジフィルム）のほか、本作の現像を担当した東洋現像所（現：IMAGICA）に後半16話分（第18回、第20回 - 第26回）のネガフィルムが保存されており、現在もIMAGICAが委託している東京湾岸の倉庫にフィルムが保管されているが、権利者不明のため宙に浮いた存在になっている。なお、真佐美の保管しているラッシュフィルムは、現像して上がってきたフィルムのうち口パク、演出、作画、色味に誤りがあり、リテイクした未放送の16ミリフィルムを真佐美が個人負担で買い取ったもので、実際の放送に使用されたものではない。
なお、IMAGICAでは日本テレビ動画の前身にあたる東京テレビ動画が1971年9月24日に公開した谷岡ヤスジ原作の劇場用作品『ヤスジのポルノラマ やっちまえ!!』の35mmネガフィルムも発見された。こちらは谷岡作品の版権を管理している株式会社ソニー・デジタルエンタテインメント・サービスが本作の原版フィルムを入手し、2016年に東京国立近代美術館フィルムセンター（現・国立映画アーカイブ）に寄贈されている。また本作は過去にもゆうばり国際ファンタスティック映画祭2005や東京国立近代美術館フィルムセンターの上映企画「発掘された映画たち2018」などで限定的に再上映されたことがあり、2019年10月2日にはDIGレーベルから初公開以来48年目にして初ソフト化され一部で話題となった。
1973年公開の山本晋也監督のピンク映画『ドキュメントポルノ 続・痴漢』（プリマ企画）では、開始後34分付近の男性医師がアパートの女性の住む部屋を覗くシーンで、背景のモノクロテレビの画面に本作の映像が写り込んでおり、動く映像を30秒ほど見ることができる。その後、裏番組の『マジンガーZ』にチャンネルが変えられている（音声は『サザエさん』『ワンサくん』のものを使用）。
現存が確認されているもの
- オープニング（※真佐美保管のものは音声・クレジットなしのラッシュフィルム、IMAGICA保管のものは音声・クレジットあり）
- エンディング（※真佐美保管のものは第2回、IMAGICA保管のものは第18回、第20回 - 第26回）
- パイロットフィルム - 真佐美保管
- 第3話「屋根の上のすてきな子の巻」 - 真佐美保管
- 第4話「のび太のご先祖さんの巻」 - 真佐美保管
- 第7話「ガキ大将をやっつけろの巻」（※無音のラッシュフィルム） - 真佐美保管
- 第8話「ねずみに弱い猫もあるの巻」（※無音のラッシュフィルム） - 真佐美保管
- 第9話「おせじ鏡の巻」 - 真佐美保管
- 第20話「ねがい星流れ星の巻」 - 真佐美保管
- 第24話「男は力で勝負するの巻」 - 真佐美保管
- 第35話「潜水艦で海へ行こうの巻」 - 真佐美・IMAGICA保管
- 第36話「くるったハラ時計の巻」 - 真佐美・IMAGICA保管
- 第39話「クーラーパラソルの巻」 - IMAGICA保管
- 第40話「いつでも日記の巻」 - IMAGICA保管
- 第41話「宿題おばけが出たの巻」 - IMAGICA保管
- 第42話「お天気ボックスの巻」 - 真佐美・IMAGICA保管
- 第43話「ぼくに清き一票をの巻」 - IMAGICA保管
- 第44話「まんが家修業の巻」 - IMAGICA保管
- 第45話「すてきなガールフレンドの巻」 - IMAGICA保管
- 第46話「花いっぱい騒動の巻」 - IMAGICA保管
- 第47話「そっくりクレヨンの巻」 - IMAGICA保管
- 第48話「静香の誕生日の巻」 - IMAGICA保管
- 第49話「宇宙飛行士になりたいの巻」 - IMAGICA保管
- 第50話「まいごマゴマゴ大騒動の巻」 - IMAGICA保管
- 第51話「ネンドロン大騒動の巻」 - IMAGICA保管
- 第52話「さようならドラえもんの巻」 - IMAGICA保管

## 本作前後の他の『ドラえもん』映像（企画を含む）
日本テレビ動画が『ドラえもん』を企画しなかったら、それまで多くの藤子アニメを製作した東京ムービーが『新オバケのQ太郎』の後番組として製作する可能性があったという。
日本テレビ動画が本作を企画した1972年には、ピー・プロダクションのうしおそうじによるフジテレビをキー局とした、もう一つの『ドラえもん』の企画があったとされる。この企画書は200字詰め原稿用紙（表紙含む）6枚と添付資料「ドラえもんの大ひみつ」（学年誌掲載分）のコピー1枚の合計7枚から成る。
これはCX系10月新番組の放送枠獲得を狙ったもので『幼稚園』1972年8月号には「テレビにでるのをまっててね」という告知文も掲載されていた。当初はアニメと実写の双方で企画され、後に実写へと企画が転向された。作者の藤子不二雄両人もピープロに訪れ「実写でやろう」と同意。この際にドラえもんの声優として挙がっていたのが大山のぶ代だった。大山の起用は、先にピープロ制作のアニメ『ハリスの旋風』での演技を見込まれてのことだった。既にドラえもんの着ぐるみまで試作されていたものの、この企画がどの程度具体化し、どの時点で頓挫したかについては不明。なお、企画書ではドラえもんのキャラクター設定は原作から改変されて「宇宙からやって来た宇宙ロボット」になる予定だった。
本作終了後、1976年から江崎グリコの「アーモンドグリコ」の内箱にドラえもんやドカベン、里中満智子のイラストが掲載されていたが、この時テレビCMに登場したドラえもんは、本作後期の野沢雅子が担当していた。

## 手塚治虫の関与
日本テレビ版『ドラえもん』制作の影には、藤子不二雄の師匠筋である手塚治虫の存在が深く関わっていたとされる。
かつて旧虫プロダクションで手塚の秘書を務めていた真佐美（本名・下崎闊）は『ドラえもん』のアニメ化を知った手塚から「いい作品だからやりなさい」と度々励まされ、オイルショックでアニメ用の画材やセルが入手しにくくなった際には、手塚が問屋に直接電話して熱心に口説いてくれたと証言している。また『ドラえもん』の制作中に「下崎にアニメは作れない」という中傷文が日本テレビに届き、真佐美を降板させる動きが局内で出た際には、噂をいち早く聞きつけた手塚が「下崎氏は虫プロ・手塚プロで豊富な経験を持つ最も信用のおける男です」「いわば僕の右腕だったんですよ！」と局関係者に電話口で説得し、その甲斐あって真佐美は名誉を回復することが出来たという。
なおスタッフには旧虫プロ出身者が多数在籍していたため、のび太の通う小学校は虫プロ近くの小学校がモデルで、作中に登場する駅舎は虫プロの最寄り駅だった西武池袋線の富士見台駅旧駅舎がモデルとなった。またスネ夫の家は「明らかに手塚先生の自宅がイメージ」と真佐美は述べている。
手塚と真佐美の関わりについては宮崎克原作・野上武志漫画の『TVアニメ創作秘話〜手塚治虫とアニメを作った若者たち〜』（秋田書店、2019年）で前後編にわたってコミカライズされている。